# Функция Мёбиуса
Функция Мёбиуса {\displaystyle \mu (n)} — мультипликативная арифметическая функция, применяемая в теории чисел и комбинаторике, названа в честь немецкого математика Мёбиуса, который впервые рассмотрел её в 1831 году.

## Определение
{\displaystyle \mu (n)} определена для всех натуральных чисел {\displaystyle n} и принимает значения {\displaystyle {-1,\;0,\;1}} в зависимости от характера разложения числа {\displaystyle n} на простые сомножители:
- {\displaystyle \mu (n)=1}, если {\displaystyle n} свободно от квадратов (то есть не делится на квадрат никакого простого числа) и разложение {\displaystyle n} на простые множители состоит из чётного числа сомножителей;
- {\displaystyle \mu (n)=-1}, если {\displaystyle n} свободно от квадратов и разложение {\displaystyle n} на простые множители состоит из нечётного числа сомножителей;
- {\displaystyle \mu (n)=0}, если {\displaystyle n} не свободно от квадратов.

По определению также полагают {\displaystyle \mu (1)=1}.
У Ивана Матвеевича Виноградова в книге «Элементы высшей математики» встречается следующее определение функции Мёбиуса:

Функция Мёбиуса — мультипликативная функция, определённая равенствами: {\displaystyle \mu \,(p)=-1,\;\mu \,(p^{\alpha })=0,\;{\text{если}}\;\alpha >1.} 
Из этих двух равенств и мультипликативности самой функции выводятся её значения для всех натуральных аргументов.

## Свойства и приложения
- Функция Мёбиуса мультипликативна: для любых взаимно простых чисел {\displaystyle a} и {\displaystyle b} выполняется равенство {\displaystyle \mu (ab)=\mu (a)\mu (b)}.
- Сумма значений функции Мёбиуса по всем делителям целого числа {\displaystyle n}, не равного единице, равна нулю

{\displaystyle \sum _{d|n}\mu (d)={\begin{cases}1,&n=1,\\0,&n>1.\end{cases}}}
Это, в частности, следует из того, что для всякого непустого конечного множества
количество различных подмножеств, состоящих из нечётного числа элементов, равно количеству
различных подмножеств, состоящих из чётного числа элементов, — факт, применяемый также в доказательстве
формулы обращения Мёбиуса.
- {\displaystyle \sum \limits _{k=1}^{n}\mu (k)\left[{\frac {n}{k}}\right]=1.}
- {\displaystyle \sum \limits _{k=1}^{\infty }{\frac {\mu (kn)}{k}}=0,} где n — положительное целое число.
- {\displaystyle \sum \limits _{k=1}^{\infty }{\frac {\mu (k)\ln k}{k}}=-1.}
- {\displaystyle \sum \limits _{k=0}^{\infty }{\frac {\mu (2k+1)\ln(2k+1)}{2k+1}}=-2.}
- {\displaystyle \sum \limits _{k=1}^{\infty }{\frac {\mu (k)\ln ^{2}k}{k}}=-2\gamma ,} где {\displaystyle \gamma } — это постоянная Эйлера.
- {\displaystyle \sum \limits _{k=0}^{\infty }{\frac {\mu (2k+1)\ln ^{2}(2k+1)}{2k+1}}=-4(\gamma +ln2).}
- Функция Мёбиуса тесно связана с дзета-функцией Римана. Так, через функцию Мёбиуса выражаются коэффициенты ряда Дирихле функции, мультипликативно обратной для дзета-функции Римана:

{\displaystyle \sum \limits _{n=1}^{\infty }{\frac {\mu (n)}{n^{s}}}={\frac {1}{\zeta (s)}}}.
Ряд абсолютно сходится при {\displaystyle {\rm {Re}}\,s>1}, на прямой {\displaystyle {\rm {Re}}\,s=1} сходится условно, в области {\displaystyle 1/2<{\rm {Re}}\,s<1} утверждение об условной сходимости ряда эквивалентно гипотезе Римана, а при {\displaystyle {\rm {Re}}\,s<1/2} ряд заведомо не сходится, даже условно.
При {\displaystyle {\rm {Re}}\,s>1} справедлива также формула:
{\displaystyle \sum \limits _{n=1}^{\infty }{\frac {|\mu (n)|}{n^{s}}}={\frac {\zeta (s)}{\zeta (2s)}}}
- {\displaystyle \sum \limits _{n=1}^{\infty }{\frac {\mu (pn)}{n^{s}}}={\frac {p^{s}}{(1-p^{s})\zeta (s)}},} где p — простое число.
- Функция Мёбиуса связана с функцией Мертенса, также тесно связанной с задачей о нулях дзета-функции Римана

{\displaystyle M(n)=\sum _{k=1}^{n}\mu (k).}
- Справедливы асимптотические соотношения:

{\displaystyle {\frac {1}{x}}\sum \limits _{n\leq x}\mu (n)=o(1)} при {\displaystyle x\rightarrow \infty }
{\displaystyle {\frac {1}{x}}\sum \limits _{n\leq x}|\mu (n)|={\frac {1}{\zeta (2)}}+O({\frac {1}{\sqrt {x}}})},
из которых следует, что существует асимптотическая плотность распределения значений функции Мёбиуса. Линейная плотность множества её нулей равна {\displaystyle 1-1/\zeta (2)=0,3920729}, а плотность множества единиц (или минус единиц) {\displaystyle 1/2\zeta (2)=0,30396355}. На этом факте основаны теоретико-вероятностные подходы к изучению функции Мёбиуса.

## Обращение Мёбиуса

### Первая формула обращения Мёбиуса
Для арифметических функций {\displaystyle f} и {\displaystyle g},
{\displaystyle g(n)=\sum _{d\,\mid \,n}f(d)}
тогда и только тогда, когда
{\displaystyle f(n)=\sum _{d\,\mid \,n}\mu (d)g\left({\frac {n}{d}}\right)}.

### Вторая формула обращения Мёбиуса
Для вещественнозначных функций {\displaystyle f(x)} и {\displaystyle g(x)}, определённых при {\displaystyle x\geqslant 1},
{\displaystyle g(x)=\sum _{n\leqslant x}f\left({\frac {x}{n}}\right)}
тогда и только тогда, когда
{\displaystyle f(x)=\sum _{n\leqslant x}\mu (n)g\left({\frac {x}{n}}\right)}.
Здесь сумма {\displaystyle \sum _{n\leqslant x}} интерпретируется как {\displaystyle \sum _{n=1}^{\lfloor x\rfloor }}.

## Обобщённая функция Мёбиуса
Несмотря на кажущуюся неестественность определения функции Мёбиуса, его природа может стать ясна при рассмотрении класса функций с аналогичными свойствами обращаемости, вводимых на произвольных частично упорядоченных множествах.
Пусть задано некоторое частично упорядоченное множество с отношением сравнения {\displaystyle \prec }. Будем считать, что {\displaystyle a\preccurlyeq b\iff a\prec b\lor a=b}.

### Определение
Обобщённая функция Мёбиуса рекуррентно определяется соотношением.
{\displaystyle {\mu _{A}^{*}}(a,b)={\begin{cases}1,&a=b\\-\sum \limits _{a\preccurlyeq z\prec b}{{\mu _{A}^{*}}(a,z)},&a\prec b\\0,&a\not \preccurlyeq b\end{cases}}}

### Формула обращения
Пусть функции {\displaystyle g} и {\displaystyle f} принимают вещественные значения на множестве {\displaystyle A} и выполнено условие {\displaystyle g(x)=\sum \limits _{y\preccurlyeq x}{f(y)}}.
Тогда {\displaystyle f(x)=\sum \limits _{y\preccurlyeq x}{{\mu _{A}^{*}}(y,x)g(y)}}

### Связь с классической функцией Мёбиуса
Если взять в качестве {\displaystyle A} множество натуральных чисел, приняв за отношение {\displaystyle a\prec b} отношение {\displaystyle a\mid b\land a\not =b}, то получим {\displaystyle {\mu _{\mathbb {N} }^{*}}(a,b)=\mu \left({\frac {b}{a}}\right)}, где {\displaystyle \mu } - классическая функция Мёбиуса.
Это, в частности, означает, что {\displaystyle \mu (n)={\mu _{\mathbb {N} }^{*}}(1,n)}, и далее определение классической функции Мёбиуса следует по индукции из определения обобщённой функции и тождества {\displaystyle \sum \limits _{k=1}^{n}{(-1)^{k}C_{n}^{k}}=0}, так как суммирование по всем делителям числа, не делимого на полный квадрат, можно рассматривать как суммирование по булеану его простых множителей, перемножаемых в каждом элементе булеана.